# Haikou (köpinghuvudort i Kina, Jiangxi Sheng, lat 29,11, long 117,81)
Haikou är en köpinghuvudort i Kina. Den ligger i provinsen Jiangxi, i den sydöstra delen av landet, omkring 190 kilometer öster om provinshuvudstaden Nanchang. Antalet invånare är 11 991. Befolkningen består av 5 726 kvinnor och 6 265 män. Barn under 15 år utgör 21,0 %, vuxna 15-64 år 69 %, och äldre över 65 år 8,0 %.
Runt Haikou är det ganska tätbefolkat, med 144 invånare per kvadratkilometer. Närmaste större samhälle är Sizhou, 11,6 km sydväst om Haikou. I omgivningarna runt Haikou växer i huvudsak blandskog.
Genomsnittlig årsnederbörd är 2 672 millimeter. Den regnigaste månaden är juni, med i genomsnitt 444 mm nederbörd, och den torraste är oktober, med 51 mm nederbörd.